# Szczelina przy Dziurawcu
Szczelina przy Dziurawcu – jaskinia w Dolinie Kościeliskiej w Tatrach Zachodnich. Wejście do niej znajduje się na zachodnim zboczu Doliny Kościeliskiej, za Bramą Kraszewskiego, w pobliżu jaskini Dziurawiec, na wysokości 1020 m n.p.m. Długość jaskini wynosi 16 metrów, a jej deniwelacja 6 metrów.

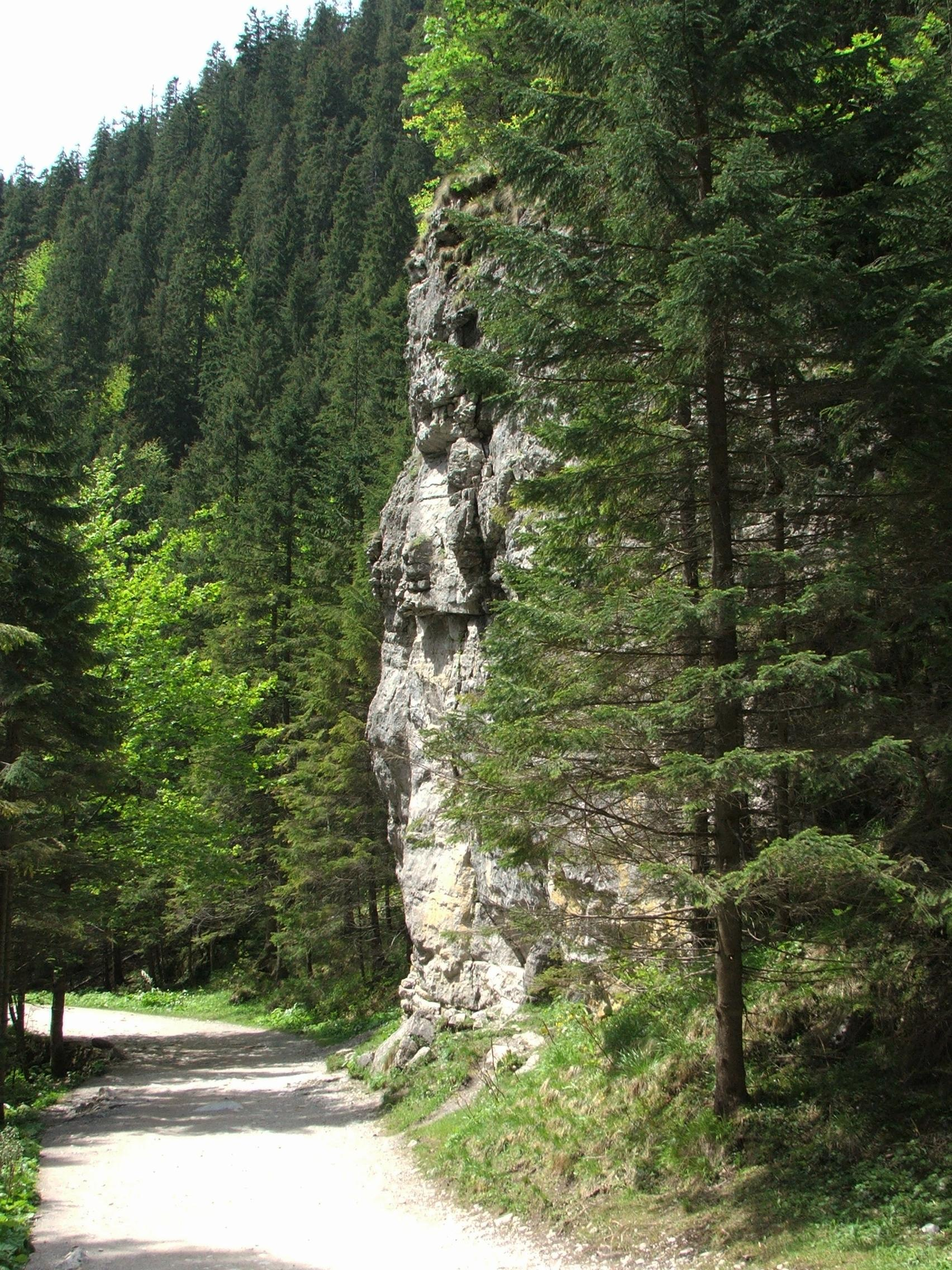
Brama Kraszewskiego w Dolinie Kościeliskiej

## Opis jaskini
Przy otworze wejściowym korytarz rozgałęzia się. Na wprost idzie prosto i kończy się po kilku metrach szczeliną nie do przejścia. Na lewo prowadzi w górę przez prożki do rozgałęzienia. Tutaj korytarzyk na lewo kończy się zaraz namuliskiem, na prawo dochodzi do kominka z niedostępnymi szczelinami.
W jaskini można spotkać nacieki grzybkowe i polewy naciekowe. Ściany są suche, nic na nich nie rośnie.

## Historia odkryć
Nieznana jest data odkrycia jaskini. Jej opis i plan sporządzony został w 1992 roku.